# حقوق خصوصی
حقوق خصوصی (به فرانسوی: Droit privé) یکی از دو شاخه اصلی علم حقوق است. حقوق خصوصی در مقابل حقوق عمومی قرار می‌گیرد که به روابط میان افراد با مأموران دولت و انتظام سازمان‌های دولتی می‌پردازد.
حقوق خصوصی در واقع گسترده‌ترین و دشوارترین رشته حقوق بشمار می‌رود. که زیر شاخه‌های زیادی از جمله، حقوق تجارت بین‌الملل، حقوق اقتصادی، حقوق خانواده، حقوق مالکیت معنوی و… دارد. «حقوق خصوصی» به حقوق و آزادی‌های شخصی می‌پردازد که افراد در جامعه دارند. این حقوق معمولاً به عنوان حقوق انسانی نیز شناخته می‌شوند و تضمین می‌کنند که افراد می‌توانند در مختلف جنبه‌های زندگی خود به طور آزاد و خصوصی تصمیم بگیرند و فعالیت‌های شخصی خود را انجام دهند بدون تداخل دولت یا دیگر افراد. حقوق خصوصی مهمترین جنبه‌های حقوق انسانی را شامل می‌شوند و در اکثر سیستم‌های حقوقی و حقوق بین‌المللی به طور جدی تضمین شده‌اند.

## پیشینه
جدایی میان حقوق خصوصی و عمومی پیشینه بسیار طولانی دارد و حتی در میان رومیان نیز مرسوم بوده‌است. آن‌ها آنچه را که مربوط به سازمان‌های عمومی است از آنچه مربوط به منافع عمومی افراد است، جدا می‌ساختند. جدایی این دو شعبه با تدوین کد ناپلئون قطعیت بیشتری یافت، زیرا این قانون تنها به روابط خصوصی اشخاص مربوط می‌گشت و از ابتدا نیز قانون مدنی نامیده می‌شد.

## انتقاد
در زمانی که مکتب اصالت فرد و آزادی اراده مبنای حقوق بود و حدود دخالت دولت در اقتصاد به دقت معین می‌شد و اصل بر این بود که کار مردم به خود آن‌ها واگذار شود، حد بین حقوق عمومی و خصوصی نیز به آسانی قابل رسم بود.
اما از اواخر سده نوزدهم که رفته رفته مفهوم اجتماعی حق هوادارانی یافت و وظایف دولت در اداره امور گسترش پیدا کرد، مرز میان حقوق خصوصی و عمومی نیز دستخوش تغییر شد؛ دولت در غالب امور شخصی و روابط افراد دخالت کرده و با ملی‌ساختن برخی از مؤسسه‌های مالی، به صورت اشخاص حقوقی در کنار دیگران به تجارت پرداخته و قاعده عدم دخالت دولت در تجارت را زیر پا گذاشت.
به این ترتیب در حقوق کنونی اصل حاکمیت اراده اهمیت پیشین خود را از دست‌داده و قواعد امری قراردادها رو به فزونی نهاده و در بسیاری از موارد (همچون خدمت نظام وظیفه اجباری) قراردادهایی خلق شده که رضایت طرف قرارداد، نه تنها شرط اعتبار آن نیست، بلکه گردن ننهادن به آنان تخلف شمرده می‌شود.

## شاخه‌ها
- حقوق مدنی
- حقوق تجارت
- حقوق بین‌الملل خصوصی

### شاخه‌های مرتبط
- حقوق کار
- آئین دادرسی مدنی
- حقوق دریایی